# Transialidase
Transialidase é uma enzima do Trypanosoma cruzi. Estudos do INCOR, realizados pelo Laboratório de Inflamação e Infecção daquele hospital, revelam que este enzima tem potencial para o tratamento de cardiopatas, como também a prevenção de enfartes. A transialidase captura das células humanas ácido siálico, responsável por permitir a bactérias (por exemplo, colônias de micoplasmas) unirem-se com o colesterol e acloparem-se nas paredes arteriais. Assim, sem ácido siálico a gordura se desmancha.
Possui propriedades anti-inflamatórias.